# إيميل بوليو
إيميل بوليو هو سياسي أمريكي، ولد في 1931 في ناشوا في الولايات المتحدة، وتوفي في 30 ديسمبر 2016 في مانشستر في الولايات المتحدة. نشط حزبياً في الحزب الجمهوري.